# Eraldo Da Roma
Eraldo Da Roma (* 1. März 1900 in Rom; † 27. Mai 1981 ebenda) war ein italienischer Filmeditor.

## Leben und Werk
Da Roma begann seine Laufbahn als Editor Mitte der 1930er Jahre. Im Zuge seiner langen Karriere war an über 140 Filmproduktionen beteiligt.
Er war eine prägende Figur des Italienischen Neorealismus; verantwortlich für die Montage einer ganzen Reihe von Meisterwerken jener Epoche, wie Rom, offene Stadt, Fahrraddiebe, Das Wunder von Mailand und Umberto D..
Prägend für seine Filmografie ist die enge Zusammenarbeit mit drei berühmten italienischen Regisseuren: Roberto Rossellini, Vittorio De Sica und Michelangelo Antonioni.

## Filmografie (Auswahl)
- 1939: Die Nacht der Vergeltung (Angélica)
- 1942: Una signora dell’Ovest
- 1945: Rom, offene Stadt (Roma, città aperta)
- 1946: Paisà
- 1948: Fahrraddiebe (Ladri di biciclette)
- 1950: Chronik einer Liebe (Cronaca di un amore)
- 1950: Das Wunder von Mailand (Miracolo a Milano)
- 1951: Umberto D.
- 1952: Der Mantel (Il cappotto)
- 1952: Männer ohne Tränen (La voce del silenzio)
- 1953: Rom, Station Termini (Stazione Termini)
- 1954: Das Gold von Neapel (L'oro di Napoli)
- 1954: Kanaille von Catania (L'arte di arrangiarsi)
- 1955: Die Freundinnen (Le amiche)
- 1956: Das Dach (Il tetto)
- 1957: Der Schrei (Il grido)
- 1960: Der Meistergauner (Il mattatore)
- 1960: Die mit der Liebe spielen (L‘avventura)
- 1961: Der Koloß von Rhodos (Il colosso di Rodi)
- 1961: Die Nacht (La notte)
- 1961: Das Spukschloß in der Via Veneto (Fantasmi a Roma)
- 1961: Macistes größtes Abenteuer (Maciste contro il vampiro)
- 1962: Liebe 1962 (L’eclisse)
- 1962: Erotica (L’amore difficile)
- 1964: Cyrano und d’Artagnan (Cyrano et d'Artagnan)
- 1964: Die rote Wüste (Il deserto rosso)
- 1964: Verrückter Sommer (Frenesia dell’estate)
- 1966: Eine Frage der Ehre (Una questione d'onore)
- 1967: Von Mann zu Mann (Da uomo a uomo)